# ديفيد هيوز (عالم فلك)
ديفيد هيوز (بالإنجليزية: David Hughes)‏ هو عالم فلك بريطاني، ولد في 7 نوفمبر 1941.

## وصلات خارجية
- ديفيد هيوز على موقع الموسوعة البريطانية (الإنجليزية)